# Walvisteuthis virilis
Espèce
Walvisteuthis virilis est une espèce de calmars de la famille des Onychoteuthidae.

## Distribution
Cette espèce se rencontre au sud de l'océan Atlantique.

## Étymologie
Walvis (le mot néerlandais pour désigner la baleine) se réfère à la dorsale de Walvis située dans l'Atlantique Sud; virilis (homme en latin) a été choisi car un seul spécimen mâle fut capturé.

## Référence
- Nesis & Nikitina, 1986 : A new family of abyssal squids (Cephalopoda, Oegopsida) from the south-eastern Atlantic. Zoologicheskii Zhurnal, vol. 65, n. 1, p. 47-54.